# Douwe Amels
Douwe-Jorn Amels (Drachten, 16 settembre 1991) è un altista olandese.

## Palmarès
| Anno | Manifestazione    | Sede      | Evento        | Risultato | Prestazione | Note                          |
| ---- | ----------------- | --------- | ------------- | --------- | ----------- | ----------------------------- |
| 2010 | Mondiali juniores | Moncton   | Salto in alto | 16º (q)   | 2,14 m      |                               |
| 2011 | Europei under 23  | Ostrava   | Salto in alto | 15º (q)   | 2,08 m      |                               |
| 2013 | Europei under 23  | Tampere   | Salto in alto | Oro       | 2,28 m      | Miglior prestazione personale |
| 2013 | Mondiali          | Mosca     | Salto in alto | 25º (q)   | 2,17 m      |                               |
| 2015 | Universiadi       | Gwangju   | Salto in alto | 14º (q)   | 2,10 m      |                               |
| 2018 | Europei           | Berlino   | Salto in alto | 8º        | 2,19 m      |                               |
| 2019 | Mondiali          | Doha      | Salto in alto | 19º (q)   | 2,22 m      |                               |
| 2022 | Europei           | Monaco    | Salto in alto | Finale    | nm          |                               |
| 2023 | Europei indoor    | Istanbul  | Salto in alto | Oro       | 2,31 m      | =                             |
| 2023 | Mondiali          | Budapest  | Salto in alto | 20° (q)   | 2,22 m      |                               |
| 2024 | Europei           | Roma      | Salto in alto | 11º       | 2,17 m      |                               |
| 2025 | Europei indoor    | Apeldoorn | Salto in alto | 15º (q)   | 2,13 m      |                               |